# Marathon van Praag 1995
De marathon van Praag 1995 werd gelopen op zondag 4 juni 1995. Het was de eerste editie van de marathon van Praag. De Ethiopiër Tumo Turbo won de wedstrijd in 2:12.44. Hij nam zijn eerste drankje pas toen hij over de finish kwam. De Moldavische Svetlana Tkach won de wedstrijd bij de vrouwen in 2:39.33.
In totaal namen 950 hardlopers deel aan het evenement.

## Uitslagen

### Mannen
| rang   | naam             | land | tijd    |
| ------ | ---------------- | ---- | ------- |
| Goud   | Tumo Turbo       | ETH  | 2:12.44 |
| Zilver | Andrzej Krzyscin | POL  | 2:16.53 |
| Brons  | Pavel Klimes     | CZE  | 2:16.56 |
| 4      | Mariusz Kaminski | POL  | 2:17.06 |
| 5      | Jackson Kipngok  | KEN  | 2:17.13 |
| 6      | Pavel Kryska     | CZE  | 2:17.31 |
| 7      | Vladimir Plykin  | RUS  | 2:17.47 |
| 8      | Marek Adamski    | POL  | 2:19.14 |

### Vrouwen
| rang   | naam            | land | tijd    |
| ------ | --------------- | ---- | ------- |
| Goud   | Svetlana Tkach  | MDA  | 2:39.33 |
| Zilver | Volha Yudenkova | BLR  | 2:39.44 |
| Brons  | Rimma Dubovik   | UKR  | 2:43.46 |
| 4      | Elena Tsukhlo   | BLR  | 2:45.38 |

1995 ·
1996 ·
1997 ·
1998 ·
1999 ·
2000 ·
2001 ·
2002 ·
2003 ·
2004 ·
2005 ·
2006 ·
2007 ·
2008 ·
2009 ·
2010 ·
2011 ·
2012 ·
2013 ·
2014 ·
2015 ·
2016 ·
2017